# Friedersdorfermühle
Friedersdorfermühle ist ein Gemeindeteil des Marktes Pressig im Landkreis Kronach (Oberfranken, Bayern).

## Geografie
Die Einöde liegt am Kleinen Buchbach, einem rechten Zufluss des Buchbaches, und ist von Acker- und Grünland umgeben. Ein Anliegerweg führt nach Friedersdorf (0,4 km nordwestlich).

## Geschichte
Gegen Ende des 18. Jahrhunderts gehörte Friedersdorfermühle zur Realgemeinde Friedersdorf. Das Hochgericht übte das bambergische Centamt Kronach aus. Die Grundherrschaft über die Mahlmühle hatte das Kastenamt Kronach inne.
Mit dem Gemeindeedikt wurde Friedersdorfermühle dem 1808 gebildeten Steuerdistrikt Friedersdorf und der 1818 gebildeten Ruralgemeinde Friedersdorf zugewiesen. Am 1. Mai 1978 wurde Friedersdorfermühle im Zuge der Gebietsreform in Bayern nach Pressig eingemeindet.

### Einwohnerentwicklung
| Jahr      | 001818 | 001861 | 001871 | 001885 | 001900 | 001925 | 001950 | 001961 | 001970 | 001987 |
| Einwohner | *      | *      | 6      | 5      | 2      | 1      | 6      | 8      | 4      | 0      |
| Häuser    | *      |        |        | 2      | 1      | 1      | 1      | 1      |        | 1      |
| Quelle    | [ 5 ]  | [ 7 ]  | [ 8 ]  | [ 9 ]  | [ 10 ] | [ 11 ] | [ 12 ] | [ 13 ] | [ 14 ] | [ 1 ]  |

## Religion
Der Ort ist römisch-katholisch geprägt und nach St. Bartholomäus (Rothenkirchen) gepfarrt.